# إرنشت فوم راث
إرنشت إدوارد فوم راث (بالألمانية: Ernst vom Rath) هو دبلوماسي ألماني يذكر أساسا بسب تعرضه لللاغتيال في باريس من طرف مراهق يهودي بولندي يدعى هيرشل غرينزبان. مثل هذا الاغتيال ذريعة للحكومة النازية لاقتراف ليلة البلور.